# Мали Липоглав
Мали Липоглав (словен. Mali Lipoglav) је насељено место у оквиру градске општине Љубљана, Средњесловенска регија, Словенија.

## Историја
До територијалне реорганизације у Словенији био је у саставу града Љубљане, односно старе општине Мосте-Поље.

## Територијална организација и припадност насеља
| Kleinlipoglau / Мали Липоглав | Kleinlipoglau / Мали Липоглав               | Kleinlipoglau / Мали Липоглав                                          | Kleinlipoglau / Мали Липоглав                                                      |
| Пописна година                | Држава/Крунска земља                        | Политички округ (округ, округ) / Судски округ (округ, округ) / општина | Насеља и делови насеља (број становника)                                           |
| ----------------------------- | ------------------------------------------- | ---------------------------------------------------------------------- | ---------------------------------------------------------------------------------- |
| 1869                          | Аустроугарска, Аустријско царство / Крањска | Љубљана / Љубљана / Добруње                                            | Није посебно наведено                                                              |
| 1880                          | Аустроугарска, Аустријско царство / Крањска | Љубљана / Љубљана / Добруње                                            | Kleinlipoglau / Липоглав : Kleinlipoglau / Мали Липоглав (63)                      |
| 1890                          | Аустроугарска, Аустријско царство / Крањска | Љубљана / Љубљана / Добруње                                            | Kleinlipoglau / Мали Липоглав (са самостојећом кућом Фиштер) (76)                  |
| 1900                          | Аустроугарска, Аустријско царство / Крањска | Љубљана / Љубљана / Добруње                                            | Kleinlipoglau / Мали Липоглав (70): Фиштер (3), Kleinlipoglau / Мали Липоглав (67) |
| 1910                          | Аустроугарска, Аустријско царство / Крањска | Љубљана / Љубљана / Добруње                                            | Kleinlipoglau / Мали Липоглав (69): Фиштер (1), Kleinlipoglau / Мали Липоглав (68) |
| Мали Липоглав                 |                                             |                                                                        |                                                                                    |
| Пописна година                | Држава/Округ, Бановина                      | Жупанија (округ, округ) / општина                                      | Насеља и делови насеља (број становника)                                           |
| 1921                          | Краљевина СХС                               |                                                                        |                                                                                    |
| 1931                          | Краљевина Југославија / Бановина Драва      |                                                                        |                                                                                    |
| Мали Липоглав                 |                                             |                                                                        |                                                                                    |
| Пописна година                | Држава / Република                          | Жупанија (округ, округ) / општина                                      | Насеља и делови насеља (број становника)                                           |
| 1948                          | ФНРЈ / НР Словенија                         | Љубљана–околица / МНО Добруње–Шостро                                   | Мали Липоглав (69)                                                                 |
| 1953                          | ФНРЈ / НР Словенија                         | Љубљана / Шмарје                                                       | Мали Липоглав (75)                                                                 |
| 1961                          | ФНРЈ / НР Словенија                         | Љубљана / Мосте–Поље                                                   | Мали Липоглав (63)                                                                 |
| 1971                          | СФРЈ / СР Словенија                         | Град Љубљана / Мосте–Поље                                              | Мали Липоглав (65)                                                                 |
| 1981                          | СФРЈ / СР Словенија                         | Град Љубљана / Мосте–Поље                                              | Мали Липоглав (88)                                                                 |
| 1991                          | СФРЈ / СР Словенија                         | Град Љубљана / Мосте–Поље                                              | Мали Липоглав (92)                                                                 |
| Мали Липоглав                 |                                             |                                                                        |                                                                                    |
| Пописна година                | Држава                                      | општина                                                                | Насеља и делови насеља (број становника)                                           |
| 2002                          | Словенија                                   | Градска општина Љубљана / округ Шостро                                 | Мали Липоглав (171)                                                                |
| 2011                          | Словенија                                   | Градска општина Љубљана / округ Шостро                                 | Мали Липоглав (229)                                                                |
| 2021                          | Словенија                                   | Градска општина Љубљана / округ Шостро                                 | Мали Липоглав (291)                                                                |

Напомена: МНО је скраћеница за Месни народни одбор.

## Становништво
У попису становништва из 2021. године, Мали Липоглав је имао 291 становника.
| Број становника према пописима | Број становника према пописима | Број становника према пописима | Број становника према пописима | Број становника према пописима | Број становника према пописима | Број становника према пописима | Број становника према пописима | Број становника према пописима | Број становника према пописима | Број становника према пописима | Број становника према пописима | Број становника према пописима | Број становника према пописима | Број становника према пописима | Број становника према пописима |
| ------------------------------ | ------------------------------ | ------------------------------ | ------------------------------ | ------------------------------ | ------------------------------ | ------------------------------ | ------------------------------ | ------------------------------ | ------------------------------ | ------------------------------ | ------------------------------ | ------------------------------ | ------------------------------ | ------------------------------ | ------------------------------ |
| 1869                           | 1880                           | 1890                           | 1900                           | 1910                           | 1921                           | 1931                           | 1948                           | 1953                           | 1961                           | 1971                           | 1981                           | 1991                           | 2002                           | 2011                           | 2021                           |
| 115                            | 63                             | 76                             | 70                             | 69                             |                                |                                | 69                             | 75                             | 63                             | 65                             | 88                             | 92                             | 171                            | 229                            | 291                            |

Напомена: Године 1869. није наведено, а 1880. исказивано у склопу некадашњег насеља Липоглав. Садржи податке за то некадашње насеље 1869. и део података 1880.

### Етнички, језички и верски састав

#### Аустроугарска

##### Језички и верски састав
| Година пописа | укупно | Словеначки |
| ------------- | ------ | ---------- |
| 1869          | н/п    | н/п        |
| 1880          | 63     | 63 (100%)  |
| 1890          | 76     | 76 (100%)  |
| 1900          | 70     | 70 (100%)  |
| 1910          | 69     | 69 (100%)  |

| Година пописа | укупно | Римокатолици |
| ------------- | ------ | ------------ |
| 1869          | н/п    | н/п          |
| 1880          | 63     | 63 (100%)    |
| 1890          | 76     | 76 (100%)    |
| 1900          | 70     | 70 (100%)    |
| 1910          | 69     | 69 (100%)    |

Напомена: Ознака н/п значи да нема података или да информација није наведена.

#### ФНР/СФР Југославија

##### Национални састав
| Мали Липоглав | Мали Липоглав                                         | Мали Липоглав                                    |
| --- | ----------------------------------------------------- | ------------------------------------------------ |
| 1961 | 1971                                                  | 1981                                             |
| <div style="border:solid transparent;position:absolute;width:100px;line-height:0; укупно: 63 Словенци 63 (100%) - (-%) | укупно: 65 Словенци 64 (98,46%) Југословени 1 (1,53%) | укупно: 88 Словенци 87 (98,86%) Хрвати 1 (1,13%) |

## Галерија
- капелица
- свето знамење